# Español paraguayo

Lugar de dialecto del español paraguayo.

El español paraguayo, castellano paraguayo o dialecto paraguayo (es-PY) es una modalidad del idioma español hablada en la República del Paraguay, debido al pasado en común guaraní-español jesuita que se comparte. Se caracteriza por tener fuertes influencias del guaraní, ya que el Paraguay es el único país hispanoamericano con la mayoría de su población bilingüe.
El español paraguayo en sí posee marcadas características del español hablado anteriormente en el norte de España, debido a que la mayoría de los primeros colonizadores fueron castellanos viejos, gallegos y vascos.
Además de la fuerte influencia del guaraní, el español paraguayo está también influido por el español rioplatense, debido a la cercanía geográfica, histórica y cultural, del cual comparten características en común, como el voseo, parte del léxico y algunas palabras de origen europeo.
Conforme a lo establecido por la constitución paraguaya, el castellano es uno de los idiomas oficiales (junto con el guaraní). La Constitución recoge la forma «castellano» para referirse a este idioma y, en general, se usan ambas formas en el país indistintamente. El español es la lengua materna y la segunda lengua del 90 % de la población paraguaya: cerca del 60 % lo tiene como lengua materna, mientras que cerca del 30 % lo tiene como segunda lengua, por parte de los guaraní-hablantes.

## Características

### Detalles
Las características principales del español paraguayo se desarrollaron en parte debido al aislamiento temprano del Paraguay post-independencia; por ejemplo, José Gaspar Rodríguez de Francia —presidente del país desde 1814 hasta 1840— mantuvo cerradas las fronteras de Paraguay durante prácticamente todo ese tiempo. Además, por varios periodos, el país experimentó el aislamiento geográfico, político y económico en relación con sus vecinos —en parte debido a la lejanía, y los conflictos—. Todo esto permitió que el español hablado en Paraguay desarrollara sus propias características únicas, bajo la influencia del guaraní, debido al amplio número de indígenas guaraníes y mestizos que residían en el país en aquel entonces.
Históricamente en Paraguay se hablaba mayormente el guaraní, y el español quedaba relegado a los habitantes de la capital o de clases más favorecidas en el interior del país. Por ende, el español «cotidiano» hablado en Paraguay está muy influido por el idioma guaraní, hasta el punto de mezclarse ambos idiomas —llamado jopará o jehe'a—. La educación pública —impartidas principalmente en español—, así como la expansión de los medios de comunicación y la venida de inmigrantes de habla hispana principalmente, ha servido para expandir la lengua española en el interior paraguayo.
El español paraguayo, debido a la cercanía geográfica y cultural, comparte muchas similitudes con el español rioplatense (es decir, el hablado en Argentina y Uruguay) como el uso del voseo, y ciertos vocabularios, como los provenientes del lunfardo. Esto es debido a la influencia —especialmente argentina— en la música, el cine, la televisión y la literatura en la población paraguaya durante el siglo XX; aunque difiere en el yeísmo y la entonación.

### Hablantes
Actualmente, cerca del 90 % de la población habla y/o entiende el idioma español (ya sea como primera o segunda lengua). Según el Informe 2020 "El Español: Una lengua viva" del Instituto Cervantes, en Paraguay el 68,2 % de la población (4.946.322 habitantes) tiene un buen dominio del idioma español. El restante 31,8 % (2.306.350 habitantes) pertenece al Grupo de Competencia Limitada, que tiene un escaso dominio del idioma castellano; la mayoría de ellos se refiere a los guaraní-hablantes, que tienen al español como segunda lengua.
Coloquialmente es muy utilizado el Yopará (mezcla de español y guaraní), e inclusive el guaraní más cerrado —dependiendo del entorno social—, por ser el Idioma materno de gran parte de la población. La mayoría de la población (77 %) entiende el guaraní básico o jopará; mientras que los que hablan fluido este idioma, el número se reduce considerablemente en zonas urbanas. El monolingüismo castellano (que no habla ni entiende guaraní) parece estar aumentando igualmente en la nueva generación de jóvenes nacidos en zonas urbanas. 

### Características principales

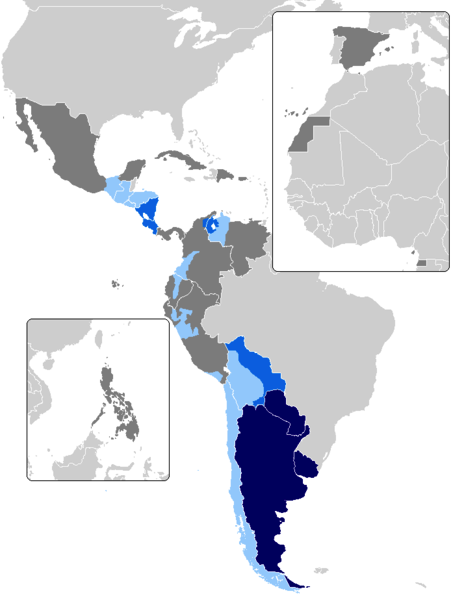
Mapa del voseo: En azul oscuro, las zonas con voseo oral y escrito, como todo el territorio de Paraguay.

- Como todos los dialectos americanos del español, el español paraguayo tiene seseo, por lo que carece de la distinción entre /θ/ y /s/ que está presente en el español europeo estándar. Por ejemplo: la letra /s/ y /z/ suenan igual.

- Ausencia de yeísmo en algunas partes del país, la pronunciación del dígrafo <ll> como consonante lateral palatal [ʎ] es diferente a la de la <y> que se articula la mayor parte de las veces como consonante africada [dʒ], aunque en algunas zonas la diferencia es casi indetectable.[8]
- La preferencia por el futuro perifrástico (voy a ir) sobre el futuro imperfecto (iré), la elección de un pasado simple (dije, decía) frente a pasados compuestos (hube dicho, he dicho) y los imperativos voseantes ("vení" en vez de "ven", "hacelo" en vez de "hazlo", "acá" en vez de "aquí", entre otros)

- Voseo pronominal y verbal, idéntico al rioplatense (uso del "vos", en vez de "tú". Por ej.: "Vos tenés" en vez de "Tú tienes").

- Leísmo: sustitución de los pronombres personales "lo" y "la" por "le" en la posición de complemento directo.

- Entonación más pausada y menos "musical" que el español rioplatense, no se asemeja con el español hablado en Argentina ni Uruguay.

- Léxico (vocabularios) heredado principalmente del guaraní, y en menor medida de otras lenguas o dialectos europeos, como el lunfardo (del español rioplatense), del portugués, etc.

### Pronunciación
- El grupo "tr" se pronuncia como una postalveolar africada sorda [tɹ̥̝], semejante al sonido del dígrafo /ch/.

- Asibilación de la "r".

- Amplia difusión de la labiodental [v]  para el fonema /b/.
- Tiene un parecido al español hablado en Andalucía y las islas Canarias

- La /n/ final de palabra tiene articulación alveolar, no velar.
- Pronunciación cercana de la letra /f/ como /j/. Por ejemplo: "fuego" suele ser pronunciado como "juego". Debido probablemente a la ausencia de este sonido en el idioma guaraní.

- Realización no aspirada de /x/.

- Conservación de los hiatos.

- Vocalismo fijo y resistente.

- Articulación débil de /b/, /d/, y /g/ en posición intervocálica (e incluso inicial).[9]

- En algunas variaciones del español paraguayo la "rr" se pronuncia no como un trino alveolar, como se hace en muchas de las regiones de habla española, sino como una [ɹ̝] similar a como se hace la R inglesa o siciliana en Italia.
- Uso de la aproximante alveolar [ɹ] por la "r" preconsonántica y final, semejante a la pronunciación en el inglés americano o el neerlandés. Ejemplo: firmar [fiɹ.maɹ]

- Tendencia al mantenimiento de hiato, aun entre vocales homólogas: [al.ko.'ol] [mi 'i.xo] ‘mi hijo’.

- Tendencia a oclusión glotal entre palabras, sobre todo entre consonante y vocal.

- Tendencia a la nasalización vocálica.

- Tendencia a vocalizar /k/ y /b/ en final de sílaba: pauto ‘pacto’; caule ‘cable’.

- Tendencia a hacer sonoras /p, t, k/ en grupos consonánticos cultos: cambo ‘campo’, mango ‘manco’, cando ‘canto’.

Plano gramatical:
- Tendencia a falta de concordancia de género y número: camisa blanco; ríos profundo; dos pan; tortuosa el lugar.

- Uso de leísmo: le quiero a mi hija.

- Uso de morfema posesivo che ‘mi, mío’, derivado del pronombre guaraní "che": che patrón; che novia.

- Tendencia a eliminación de cópula: mi novia [es] hermana del patrón.

- Uso de indicativo por subjuntivo dependiendo de verbos de creencia, mandato, deseo o voluntad: no creo que viene hoy.

- Uso de la preposición en para indicar dirección: voy en Asunción.

Plano léxico:
- Uso de léxico característico de la región: argel ‘quisquilloso, antipático’, argelar ‘estar molesto por no conseguir algo’, estar hallado ‘estar a gusto’.

- Uso de guaranismos léxicos: ñahatĩ ‘libélula’; angá ‘pobrecito, qué pena’; cama ‘ubre’; cháke / hake ‘ten cuidado!’ (PY) 'atendé'; ko / nikó, ngo / ningó (énfasis) ‘ciertamente’; katé ‘elegante’; mamangá ‘abejorro’; manté ‘solamente’; pahagüé ‘último/a hijo/a’; pororó ‘palomitas; maíz asado’.

- Uso de guaranismos semánticos y pragmáticos: pronto, como modificador enfático: no importa pronto que ahora le vea a ella; prestar (algo) de (alguien): yo presté de ella el canasto de la bicicleta.

### Dinámica guaraní-español
El típico español paraguayo —hablado coloquialmente— presenta una fuerte influencia de las oraciones en guaraní en su traducción al español, así como las palabras y partículas prestadas del guaraní para expresiones coloquiales. Éstos son algunos de los casos: 
- Partículas del guaraní entre palabras castellanas para enfatizar expresiones.  Ejemplos:
  - -na ("por favor"). Ej: Vamos na = Vamos por favor
  - -pa, -pió, -piko, -ta (partícula interrogativa sin traducción). Ej.: ¿Para qué pa?, ¿Para qué pió? = ¿Para qué?
  - -ko, -nio, -ngo (partícula para dar énfasis a algo). Ej.: Ese ko es de ella = Ese es de ella

- Palabras sacadas del guaraní para su uso en el español cotidiano. Ejemplos:
  - -gua'u (falsedad). Ej.: De gua'u nomás era = Era solo una mentira.
  - ¡Mbore! (exclamación, rechazando algo). Sinónimo de: ¡Ni loco!
  - ¡Kore!, ¡Nderakore! (exclamación, coloquialmente es usado sobre algo terrible). Sinónimo de: ¡Oh No!

- Oraciones sacadas del guaraní traducidas parcialmente o erróneamente para su uso en el español cotidiano. Ejemplos:
  - "Se fue en Itauguá" (del guaraní "oho Itauguápe", ya que el 'pe' en el guaraní se utiliza indistintamente como 'a' o 'en'. En castellano neutro debe ser "Fue a Itauguá")
  - "Voy a venir" (literalmente del guaraní "aháta aju". En castellano neutro es equivalente a "voy y vuelvo" o "enseguida regreso")
  - "Vení un poco" (calco semántico de la palabra "ejúmina" del guaraní. En castellano neutro es equivalente a "Ven" o "Vení" únicamente)
  - "Demasiado mucho calor hace" (calco semántico de la palabra "hetaiterei" del guaraní. En castellano neutro es equivalente a "Hace mucho calor" únicamente)
  - "Te dije luego" (del guaraní "ha'e voi ningo ndéve", en la que el "luego" enfatiza la acción anterior. En castellano neutro es equivalente a "Te he dicho" o "Te dije" únicamente)
  - "Me voy a ir ahora después" (calco semántico de la oración en guaraní "aháta aga upéi", en el que el "ahora" enfatiza cuándo ocurrirá la acción. En castellano neutro es equivalente a "Iré después" únicamente)
  - "Habló por mí" (literalmente del guaraní "oñe'ẽ cherehe". En castellano neutro debería ser "habló de mí")
  - "Anda por su cabeza" (influido por el guaraní "oiko iñakãre". En castellano neutro es equivalente a "hace lo que quiere, sin control, sin juicio")
  - "Compré para mi camisa" (influido por el guaraní "ajogua che kamisarã". En castellano neutro debería ser "me compré una camisa")

- El "Yopará" propiamente dicho. Es la mezcla del idioma español con el guaraní y es el más utilizado en el país. Suele utilizarse palabras en guaraní en una conversación en castellano, o conjugaciones verbales del guaraní para una palabra castellana. Ejemplos:
  - "Jasolucionáta nuestro problema" (la palabra "jasolucionáta" está influida del guaraní (Yopará). "Ja" (se pronuncia "ya") equivale a "Nosotros", y "ta" se refiere a la acción en tiempo futuro. En castellano neutro debería ser "Vamos a solucionar nuestro problema" o "Solucionaremos nuestro problema".).
  - "Eñetranquilizána" (la palabra está influida por el guaraní (Yopará). "Eñe" equivale a "Te", voz pasiva en segunda persona, y "na" equivale a "por favor". En castellano neutro debería ser "Te tranquilizás por favor" o "Tranquilizate por favor").
  - "Jaha a comprar" (la palabra "Jaha" proviene del guaraní que significa "Vamos". En castellano neutro equivale a "Vamos a comprar".)
  - "Oñondive ñaganáta" (la palabra "Oñondive" proviene del guaraní que significa "Juntos". La palabra "ñaganáta" está influida por el guaraní (Yopará). "Ña" equivale a "Nosotros", y "ta" se refiere a la acción en tiempo futuro. En castellano neutro debería ser "Juntos ganaremos".).

- Paraguayismos, palabras y oraciones en español. Suele tener influencia guaraní así como extranjera. Ejemplos:
  - "Me hallo" ("hallar" es utilizado como sinónimo de "alegrar" en vez de indicar la ubicación)

- - "Te voy a quitar una foto" ("quitar" es utilizado como sinónimo de "sacar" o "tomar" en el caso de tomar fotografías)

### Similitudes con eldialecto rioplatense

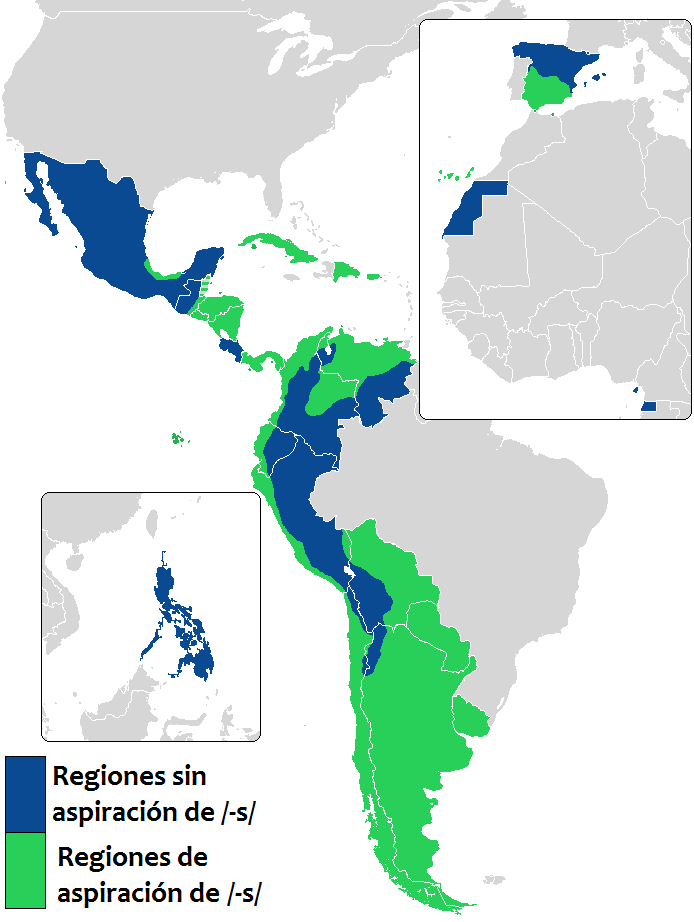
Áreas del dominio del español que presentan aspiración de /-s/ postvocálica.

Debido a la cercanía geográfica y cultural, se suelen confundir ambos dialectos, debido a que en la frontera entre la Argentina y Paraguay, llegan a fusionarse sus respectivos dialectos, creando una variedad del nordeste argentino muy similar al español paraguayo en las provincias ya aludidas. Ejemplos:
- uso común de la expresión «che». Suele considerarse un "mal dicho" en el país, ya que «che» significa «yo» en guaraní, aunque su pronunciación es distinta al español, puesto que el «che» se pronuncia como /she/ en guaraní.

- esporádica aspiración de /s/ en el habla coloquial.

- voseo culto y similar en la conjugación.

- comparte parte del léxico rioplatense (ej.: algunas palabras del lunfardo).

### Voseo
El voseo (uso del «vos», en vez de «tú») es una peculiar característica del español paraguayo, muy influido por el dialecto rioplatense.
Así, en la segunda mitad del siglo XX, la ocurrencia del voseo dependía casi siempre en si la profesora del colegio voseaba o no. La influencia argentina en la música, el cine y la literatura, además de los medios de comunicación masiva como la radio y la televisión, fueron determinantes para el voseo en el país.
En algunas regiones del interior del país, específicamente en zonas suburbanas o rurales, o aquellos de clase social menos favorecidos, pueden mezclar el tuteo y el voseo. Por ejemplo el uso del «tú» con las formas verbales de «vos» y viceversa.[cita requerida]

### Variaciones del español paraguayo
El español hablado en el Paraguay tiene sus diferencias dentro del territorio nacional, según la zona geográfica, según el entorno social, y también según el nivel educativo o socioeconómico del hablante.
- Español urbano (mayor influencia rioplatense): El español hablado en las mayores ciudades, como en Asunción, se habla un español con más influencia del español rioplatense que del guaraní. Suele asociarse más a la generación joven criada en las mayores zonas urbanas, o de personas con un nivel socioeconómico más favorable. Algunas características de esta variante son: el uso predominante del voseo, el uso de la aproximante alveolar [ɹ] por la "r" preconsonántica y final, semejante a la pronunciación en el inglés americano o el neerlandés. Ejemplo: firmar [fiɹ.maɹ], entre otros.

- Español del interior (mayor influencia guaraní): Por otro lado, el español del campo o interior del país, está más «mezclado» con el idioma guaraní —llamado jopará o jehe'a— y su influencia guaraní es mayor que en la variante anterior; además de ser menos entonado y más pausado. Esta forma de hablar es propia de la mayoría de los paraguayos bilingües, o de aquellos que son guaraní-hablantes y tienen al castellano como segundo idioma. Algunas características de esta variante son que: el grupo "tr" se pronuncia como una postalveolar africada sorda [tɹ̥̝], semejante al sonido del dígrafo /ch/.; la pronunciación de fue como jue. Por ejemplo: «fuego» suele ser pronunciado como «juego», entre otros. El voseo puede mezclarse con el tuteo en esta variante.

- Español con otras influencias extranjeras: Hacia la frontera con el Brasil, en el este del país, en algunas personas, el español hablado tiene cierta influencia del portugués, por la cantidad de inmigrantes brasileños residiendo en esa zona del país, además de la importancia por el comercio fronterizo. Mientras que en el Chaco Central, la influencia es del idioma alemán, por los menonitas presentes en dicho lugar.

### Similitudes y diferencias con otros dialectos españoles
| Paraguayo       | Mexicano         | España       | Rioplatense     | Chileno         | Colombiano | Cubano            | Dominicano   | Peruano         |
| --------------- | ---------------- | ------------ | --------------- | --------------- | ---------- | ----------------- | ------------ | --------------- |
| alcachofa       | alcachofa        | alcachofa    | alcaucil        | alcachofa       | alcachofa  | alcachofa         | alcaucil     | alcachofa       |
| aguacate        | aguacate         | aguacate     | palta           | palta           | aguacate   | aguacate          | aguacate     | palta           |
| banana          | plátano          | plátano      | banana          | plátano         | banano     | plátano/guineo    | guineo       | plátano         |
| poroto          | frijol           | judía/alubia | poroto          | poroto          | frijol     | frijol/habichuela | habichuela   | fréjol          |
| locote          | pimiento         | pimiento     | morrón          | pimentón        | pimentón   | pimiento          | ají          | pimiento        |
| auto            | carro/coche      | coche        | auto            | auto            | carro      | carro/máquina     | carro        | carro           |
| castaña de cajú | nuez de la India | anacardo     | castaña de cajú | castaña de cajú | marañón    | marañón           | cajuil       | castaña de cajú |
| celular         | celular          | móvil        | celular         | celular         | celular    | celular           | celular      | celular         |
| percha          | gancho           | percha       | percha          | colgador        | gancho     | perchero          | percha       | gancho          |
| computadora     | computadora      | ordenador    | computadora     | computador      | computador | computadora       | computadora  | computadora     |
| choclo          | elote            | mazorca      | choclo          | choclo          | mazorca    | mazorca           | mazorca      | choclo          |
| nafta           | gasolina         | gasolina     | nafta           | bencina         | gasolina   | gasolina          | bomba        | gasolina        |
| pomelo          | toronja          | pomelo       | pomelo          | pomelo          | toronja    | toronja           | toronja      | pomelo          |
| chaucha         | ejote            | judía verde  | chaucha         | poroto verde    | habichuela | habichuela        | vainita      | vainita         |
| bombacha        | calzón           | braga        | bombacha        | calzón          | calzón     | blúmer            | panty/calzón | calzón/trusa    |
| mamón           | papaya           | papaya       | mamón           | papaya          | papaya     | fruta bomba       | lechosa      | papaya          |
| arveja          | chícharo         | guisante     | arveja          | arveja          | arveja     | chícharo          | pitipuá      | arveja/chícharo |
| durazno         | durazno          | melocotón    | durazno         | durazno         | durazno    | melocotón         | melocotón    | durazno         |
| maní            | cacahuate        | cacahuete    | maní            | maní            | maní       | maní              | maní         | maní            |
| papa            | papa             | patata       | papa            | papa            | papa       | papa              | papa         | papa            |
| media           | calcetín         | calcetín     | media           | calcetín        | media      | media             | media        | calcetín        |
| soja            | soya             | soja         | soja            | soya            | soya       | soya              | soya         | soya            |
| pajita          | popote           | pajita       | pajita          | bombilla        | pitillo    | absorbente        | calimete     | foco            |
| frutilla        | fresa            | fresa        | frutilla        | frutilla        | fresa      | fresa             | fresa        | fresa           |
| remera          | playera          | camiseta     | remera          | polera          | camiseta   | pulóver           | poloché      | polo            |
| lavarropas      | lavadora         | lavadora     | lavarropas      | lavadora        | lavadora   | lavadora          | lavadora     | lavadora        |